# IVG Immobilien

Ehemaliges Logo

Die IVG Immobilien AG war eine ehemalig börsennotierte Immobiliengesellschaft mit Sitz in Bonn, die aus der bundeseigenen Industrieverwaltungsgesellschaft hervorgegangen ist.

## Geschichte
Die IVG wurde 1916 als Verwertungsgesellschaft für Montanindustrie GmbH gegründet (siehe auch Montan-Schema). 1951 firmierte sie in die Industrieverwaltungsgesellschaft mbH um. Gesellschafter war die Bundesrepublik Deutschland. Die Beteiligung wurde vom Bundesfinanzministerium gehalten. 1986 wurde das Unternehmen in eine Aktiengesellschaft umgewandelt und teilprivatisiert, 1993 erfolgte die Vollprivatisierung bei breiter Streuung an der Börse.
1996 führte IVG ein Holding-Modell ein, firmierte in IVG Holding AG um und trennte damit die operativen von den strategischen Aufgaben. Seit 1997 konzentrierte sich die Gesellschaft mehr und mehr auf Büro- und Gewerbeimmobilien in Europa und firmierte 2002 – nach Abgabe der Nicht-Immobilien-orientierten Geschäftsbereiche – um zur IVG Immobilien AG.
Im April 2004 erwarb die IVG 50,1 Prozent an der Oppenheim Immobilien-Kapitalanlagegesellschaft mbH (OIK) und 2005 33 Kavernen der Bundesrepublik Deutschland in Etzel bei Wilhelmshaven (Kavernenanlage Etzel). Die Anteile der OIK wurden 2006/2007 auf 94 Prozent aufgestockt, die OIK umbenannt in IVG Institutional Funds GmbH und in den damaligen Geschäftsbereich IVG Funds integriert.
Nach der Insolvenz 2013/14 zog die Unternehmenszentrale 2015 innerhalb Bonns von Bad Godesberg (Zanderstraße 5–7) in das ehemalige Kreishaus in der Weststadt (Mozartstraße 4–10) um.
Ebenfalls 2015 wurde der Geschäftsbereich IVG Institutional Funds GmbH in Triuva Kapitalverwaltungsgesellschaft mbH umfirmiert und im Jahr 2017 von der Patrizia Immobilien AG übernommen.

## Geschäftstätigkeit
Das Kerngeschäft der ehemaligen IVG Immobilien AG war der Erwerb, die Bewirtschaftung sowie der Verkauf von Büroimmobilien in Deutschland. Vor der Insolvenz war die IVG Immobilien mit einem eigenen Portfolio im Wert von rund 3,5 Mrd. Euro der größte Bestandshalter von Büroimmobilien in Deutschland.
Neben diesem Kerngeschäft hielt die IVG mehrere Beteiligungen, die unternehmerisch eigenständig agierten.
Als Nachfolgerin der früheren Montan AG war IVG auch Eigentümerin verschiedener Grundstücke, die durch Rüstungs-Altlasten kontaminiert sind. In einen Vergleich mit dem Land Niedersachsen vom April 2014 hatte sich die IVG verpflichtet, diese Grundstücke zu sanieren bzw. von Verunreinigungen zu befreien. Dazu sollte die IVG über 15 Jahren jeweils 2 Millionen Euro pro Jahr für die Untersuchung und Sanierung bereitstellen.

## Beteiligungen

### Storag Etzel
Die Beteiligungsgesellschaft Storag Etzel GmbH (bis Juli 2016: IVG Caverns GmbH) konzentriert sich auf die Errichtung von Kavernen zur Lagerung von Erdöl und Erdgas sowie deren Betrieb und Vermietung. Mieter der Kavernen sind bonitätsstarke Unternehmen der Energiebranche und staatliche Erdölbevorratungsorganisationen.

### Triuva
Die Beteiligungsgesellschaft Triuva Kapitalverwaltungsgesellschaft mbH (bis September 2015: IVG Institutional Funds GmbH) war ein Anbieter und Manager von strukturierten Immobilienprodukten für institutionelle Investoren mit einem verwalteten Vermögen von rund EUR 11 Mrd. Triuva versteht sich aufgrund ihres europaweiten Niederlassungsnetzwerks und ihrer langjährigen Expertise als integrierte Investmentplattform und bietet nach eigener Darstellung ihren Investoren sämtliche Dienstleistungen im Rahmen der Strukturierung und des Managements von Immobilienanlageprodukten an. Triuva konzentriert sich dabei im Wesentlichen auf gewerbliche Immobilien im Büro-, Einzelhandels- und Logistiksektor in Europa. Im Jahr 2017 wurde die Triuva von der Patrizia Immobilien AG übernommen.

## Managementhistorie
Von 1995 bis 2006 war Eckart John von Freyend Vorstandsvorsitzender der IVG. Nach Ablauf seines Vertrags wechselte er zum 1. Juli 2006 in den Aufsichtsrat des Unternehmens, dem er bis April 2010 angehörte. Nachfolger auf dem Posten des Vorstandsvorsitzenden der IVG Immobilien wurde Wolfhard Leichnitz. Zum 30. September 2008 legte dieser sein Amt aus persönlichen Gründen nieder.
Ihm folge zum 1. November 2008 Gerhard Niesslein auf den Chefsessel des Unternehmens
Nachdem er überraschend seinen Ende Oktober 2011 auslaufenden Vertrag nicht verlängert hatte, folgte ihm der bisherige Finanzvorstand Wolfgang Schäfers als Sprecher des Vorstands zum 1. November 2011.
Schäfers legte sein Amt am 17. März 2014 nieder – was zu diesem Zeitpunkt bereits erwartet worden war –, nachdem er die Sanierung des Unternehmens durch die Einleitung eines Insolvenzverfahrens in Eigenverwaltung vorangetrieben und bei der Erstellung des Insolvenzplans maßgeblich mitgewirkt hatte. Seine Aufgaben übernahm bis zur Aufhebung des Insolvenzverfahrens im September 2014 der Restrukturierungsexperte Hans-Joachim Ziems, der bereits seit einiger Zeit dem Vorstand angehörte.
Mit Wirkung vom 21. September 2014 übernahm Ralf Jung die Geschäfte als CEO der Gesellschaft. Gleichzeitig schied Hans-Joachim Ziems aus dem Vorstand aus. Am 20. März 2015 meldete das Unternehmen, dass Ralf Jung im gegenseitigen Einverständnis die IVG verlässt. Als Grund wurden unterschiedliche Auffassungen zwischen ihm und Kern-Investoren im Hinblick auf die künftige strategische Ausrichtung genannt.

## Insolvenzverfahren in den Jahren 2013 und 2014
Im Sommer 2013 kämpfte das Unternehmen gegen die drohende Insolvenz. Die Marktkapitalisierung war auf rund 54 Mio. € gefallen. Insbesondere das Großprojekt The Squaire am Frankfurter Flughafen hatte zur Schieflage des Unternehmens geführt. Ein Notkredit der Gläubiger sollte das Unternehmen retten.
Im August 2013 gab der Konzern bekannt, dass 350 Millionen Euro abgeschrieben werden sollten. Damit trat ein Verlust von mehr als der Hälfte des Grundkapitals ein. Am 11. August 2013 verständigten sich wesentliche Gläubigergruppen auf ein Restrukturierungskonzept und stellten eine Brückenfinanzierung in Aussicht, mit der ein Bestand der Gesellschaft zunächst gesichert gewesen wäre. Allerdings wurde nicht die erforderliche Zustimmung aller Anspruchsgruppen erreicht, was eine außergerichtliche Sanierung unmöglich machte. Am 21. August 2013 wurde auf Antrag des Vorstands des Unternehmens das sogenannte Schutzschirmverfahren nach dem Gesetz zur weiteren Erleichterung der Sanierung von Unternehmen eingeleitet. Am 1. November 2013 hat das Amtsgericht Bonn dem Antrag des Unternehmens auf Eröffnung eines Verfahrens in Eigenverwaltung stattgegeben. Die IVG hatte, Stand August 2013, rund 4,2 Milliarden Euro Schulden und verwaltete ein Vermögen von mehr als 20 Milliarden Euro.
Am 20. März 2014 stimmte die Mehrheit der Verfahrensbeteiligten (Gläubiger und Aktionäre) im Insolvenzplanverfahren der IVG Immobilien AG bei dem vom Amtsgericht Bonn als zuständigem Insolvenzgericht angesetzten Erörterungs- und Abstimmungstermin dem vom Vorstand erstellten Insolvenzplan zu. Er sah die Zahlung einer Insolvenzquote von mindestens 60 Prozent an nicht nachrangige, unbesicherte Gläubiger vor. Daneben sollte das Kapital der Gesellschaft zunächst auf null herabgesetzt und anschließend im Rahmen eines so genannten Debt Equity Swaps wieder erhöht werden. Bei diesem Debt Equity Swap sollten bisherige Gläubiger der IVG Immobilien AG ihre Forderungen teilweise gegen neu auszugebende Anteile an dem Unternehmen eintauschen und so zu neuen Eigentümern werden. Ein Bezugsrecht der Altaktionäre bei dieser Kapitalerhöhung wurde ausgeschlossen. Für Nachranggläubiger wurde keine Regelung getroffen. Unmittelbar im Anschluss an den Erörterungs- und Abstimmungstermin trat der bisherige Vorstandssprecher, Wolfgang Schäfers, mit sofortiger Wirkung zurück. Mit Beschluss vom 13. Juni 2014 bestätigte das Amtsgericht Bonn den Insolvenzplan. Gegen diesen Beschluss eingelegte Rechtsmittel wurden durch das Landgericht Bonn am 11. Juli 2014 verworfen, so dass die gerichtliche Bestätigung des Insolvenzplans der IVG Immobilien AG am 15. Juli 2014 rechtskräftig wurde. Das Unternehmen wurde durch die Umsetzung der im Insolvenzplan vorgesehenen Maßnahmen um rund 2,2 Milliarden Euro entschuldet.
Beschwerde eingelegt gegen die "Enteignung" hatte die Deutsche Schutzvereinigung für Wertpapierbesitz.

## Ende der Börsennotierung
Mit der Durchführung der im Insolvenzplan vorgesehenen Maßnahmen – insbesondere der Kapitalherabsetzung auf null im Zusammenhang mit dem Debt-to-Equity-Swap – endete die Börsennotierung der IVG am 14. August 2014. Inzwischen firmiert die IVG wieder in der Rechtsform einer GmbH.